# Johann Wilhelm Pottgießer
Johann Wilhelm Pottgießer (* vermutlich 11. Oktober 1637 in Köln; † vermutlich zwischen 1683 und 16. August 1690) war neben Johannes Hulsman dem Jüngeren der bedeutendste Maler Kölns im 17. Jahrhundert.

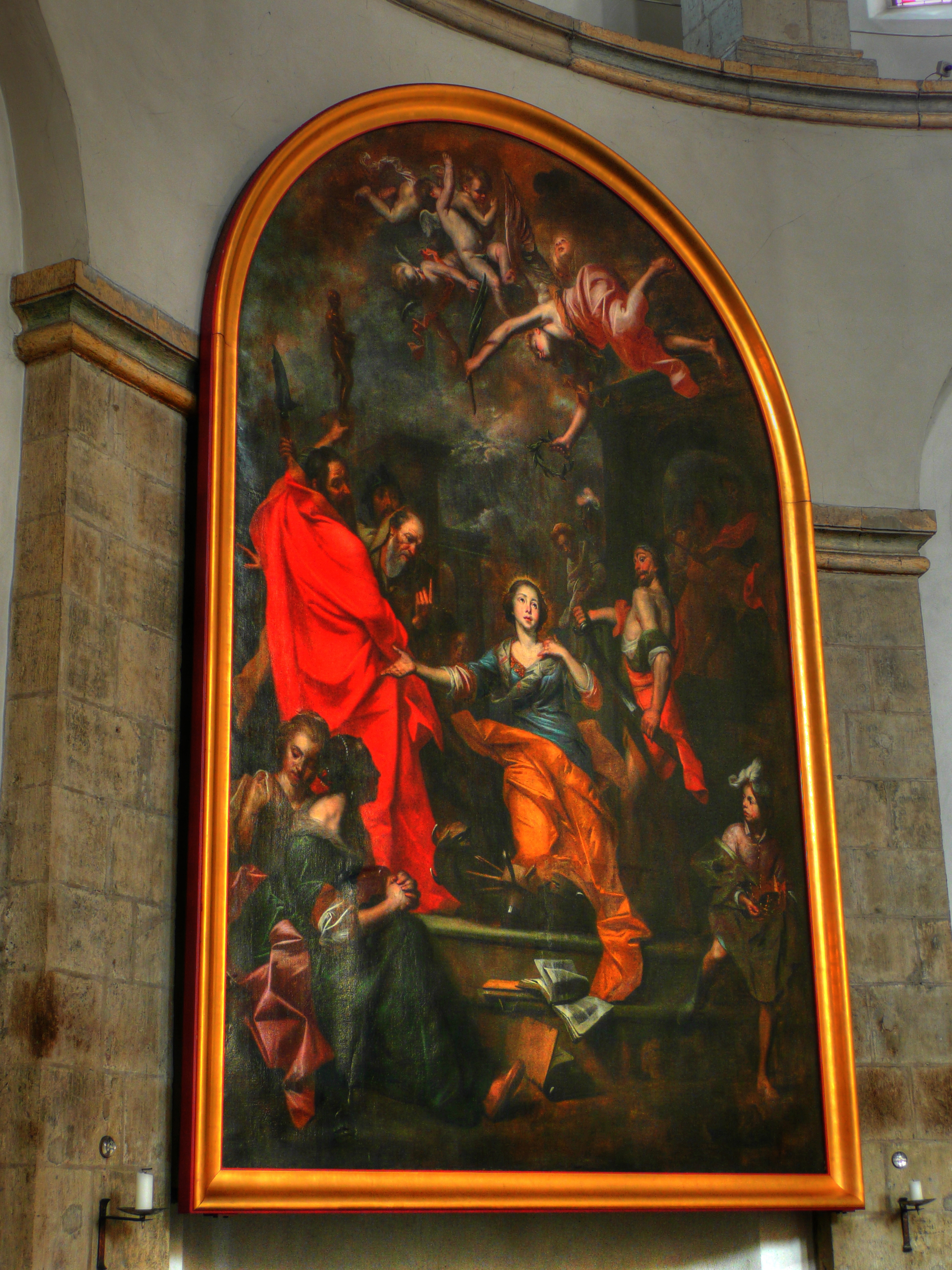
Köln, St. Aposteln: Martyrium der Hl. Katharina von Johann Wilhelm Pottgießer

## Biografie
Johann Wilhelm Pottgießer ist vermutlich mit dem am 11. Oktober 1637 in St. Laurenz in Köln als Sohn des Malers Theodor Pottgießer und dessen Ehefrau Katharina getauften Hans Wilhelm Pottgießer identisch. Alfried Hirth diskutiert zwar in seiner Dissertation die Möglichkeit, dass Johann Wilhelm Pottgießer auch mit einem am 12. August 1626 in Groß St. Martin in Köln getauften Träger des gleichen Namens identisch sein könnte, verwirft diese Theorie jedoch aus nachvollziehbaren Gründen.
Der Maler Theodor Pottgießer und seine Ehefrau Katharina hatten bereits am 7. Dezember 1634 einen Sohn Johann taufen lassen, in diesem Taufeintrag wird der Vorname des Vaters als „Dederich“ angegeben. Somit ist der Vater von Johann Wilhelm Pottgießer wohl identisch mit dem Maler Dietrich Pottgießer, der 1622 in die Zunft aufgenommen wurde und 1641 Amtsmeister war.
Johann Wilhelm Pottgießer wurde im Februar 1656 als Meister in die Zunft aufgenommen.
Zwischen 1663 und 1680 wurden dem Maler Johann Wilhelm Pottgießer und seiner Ehefrau Gertrud Fedders neun Kinder geboren.
1683 wird Johann Wilhelm Pottgießer als Kölner Ratsherr genannt. Dass es sich dabei nicht um den 1626 geborenen Johann Wilhelm Pottgießer gehandelt hat, sondern um den wohl 1637 geborenen Maler, wird dadurch belegt, dass im Amtsbuch der Maler hinter seinen Namen die Zahl 44 gesetzt wurde, die für den Rat der 44 Männer stand, der bei besonderen Anlässen und wichtigen Beschlüssen zum gewöhnlichen Senat der Stadt hinzugezogen wurde.
Am 16. August 1690 wurde ein Enkel des Malers Johann Wilhelm Pottgießer auf den Namen seines Großvaters getauft, ohne dass dieser Taufpate war. Dies ist der Grund, weshalb man annimmt, dass Johann Wilhelm Pottgießer zu diesem Zeitpunkt bereits verstorben war.